# Dumjor
Dumjor är en ort i Indien.   Den ligger i distriktet Haora och delstaten Västbengalen, i den östra delen av landet, 1 300 km sydost om huvudstaden New Delhi. Dumjor ligger 10 meter över havet och antalet invånare är 17 972.
Terrängen runt Dumjor är mycket platt. Runt Dumjor är det mycket tätbefolkat, med 8 045 invånare per kvadratkilometer. Närmaste större samhälle är Calcutta, 13,6 km sydost om Dumjor. Trakten runt Dumjor består till största delen av jordbruksmark.